# Гиндешты (Флорештский район)
Гиндешты также Гиндешть (рум. Ghindeşti) — село в Флорештском районе Молдавии. Является административным центром коммуны Гиндешты, включающей также сёла Хыртоп, Цыра и ж/д станцию Цыра.

## История
Основано в 1641 г.(первое письменное упоминание), однако, согласно неофициальным источникам, существует с середины XVI века. Среди крупных помещиков села были Некулче и Крушеваны.

## География
Село расположено на высоте 120 метров над уровнем моря.

## Население
По данным переписи населения 2004 года, в селе Гиндешть проживает 1528 человек (743 мужчины, 785 женщин).
Этнический состав села:
| Национальность | Число жителей | Процентный состав |
| -------------- | ------------- | ----------------- |
| молдаване      | 1455          | 95,22             |
| украинцы       | 38            | 2,49              |
| русские        | 29            | 1,9               |
| цыгане         | 3             | 0,2               |
| румыны         | 1             | 0,07              |
| поляки         | 1             | 0,07              |
| болгары        | 1             | 0,07              |
| Всего          | 1528          | 100 %             |

## Известные уроженцы
- Королюк, Всеволод Емельянович — рок-музыкант, участник группы «Круиз»
- Крушеван, Павел Александрович — журналист, прозаик, публицист праворадикального толка.

## О селе
- Vasile Trofăilă. Ghindeşti//Tudor Ţopa. Localităţile Moldovei. Enciclopedie. vol. 5. Ch. Fundaţia Drăghişte.